# Космос-28
Космос-28 — советский спутник оптической разведки серии космических аппаратов «Космос». КА фоторазведки типа Зенит-2, сер. № 16. Был запущен 4 апреля 1964 с космодрома Байконур с пусковой установки 17П32-6 площадки № 31 ракетой-носителем «Восток 8А92».

## Первоначальные орбитальные данные спутника
- Перигей — 209 км
- Апогей — 395 км
- Период обращения вокруг Земли — 90.38 минуты
- Угол наклона плоскости орбиты к плоскости экватора Земли — 65°

## Аппаратура, установленная на спутнике
Фотоаппараты с длиннофокусными объективами (F=1м) с запасом фотоплёнки в 1500 кадров на каждом аппарате.